# Кручкевич
Кручке́вич — слов'янське прізвище.

## Відомі носії
- Броніслав Кручкевич, Броніслав Ігнатій Кручкевич (пол. Bronisław Ignacy Kruczkiewicz; 29 травня 1849, Пусткув — 27 лютого 1918, Львів) — польський вчений у галузі класичної класичної філології, латиніст, доктор філософії, ректор Львівського університету в 1900—1901 академічному році.
- Кручкевич Богдан Володимирович (*1923 с. Боб'ятин Сокальського району Львівської області) — член ОУН.